# Kinga Wojtasik
Kinga Wojtasik, née Kołosińska le 2 juin 1990 à Lublin (Pologne), est une joueuse de beach-volley polonaise.

## Palmarès

### Championnats du Monde de beach-volley
- Championne du monde junior en 2009

### Championnats d'Europe de beach volley
- Médaille d'argent aux Championnats d'Europe 2019 à Moscou (Russie)
- Médaille de bronze aux Championnats d'Europe 2015 à Klagenfurt (Autriche)